# Hickson 7

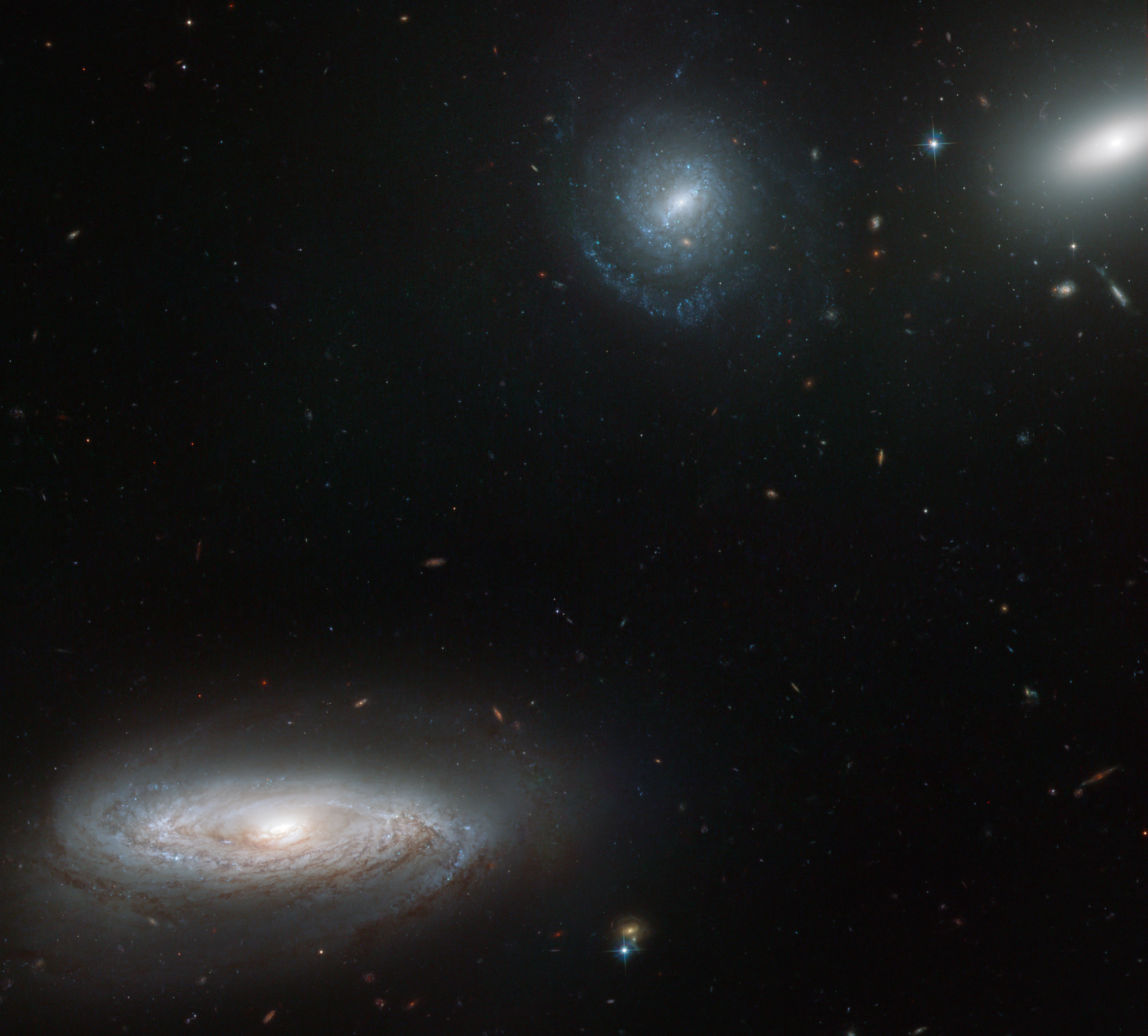
Trzy galaktyki należące do grupy Hickson 7 (HST)

Hickson 7 – zwarta grupa galaktyk powiązanych ze sobą grawitacyjnie. Została skatalogowana przez Paula Hicksona w jego katalogu pod numerem 7. Znajduje się w konstelacji Wieloryba. Grupa ta zawiera cztery galaktyki: dwie spiralne oraz dwie soczewkowate.
Hickson 7 znajduje się w odległości 200 milionów lat świetlnych. Grupa HCG 7 została poddana badaniom z wykorzystaniem danych teleskopu Hubble’a. Pozwoliło to odkryć około 300 młodych gromad otwartych oraz 150 kulistych. Zmierzono ich wiek i rozmieszczenie. Wyniki badań wskazują, że tempo formowania gwiazd w galaktykach grupy utrzymywało się na stałym poziomie, a w regionach centralnych było dość wysokie.
Gwiazdy w galaktykach grupy Hickson 7 powstawały na skutek procesów przekształcania ich gazu bez widocznego wpływu wywołanego oddziaływaniami grawitacyjnymi z sąsiednimi galaktykami. Jest to o tyle zastanawiające, że galaktyki zużywają zapas gazu w tempie sugerującym, że w przeszłości musiało dochodzić do ich zderzeń. Powstaje więc pytanie, w jaki sposób rozwijała się ta grupa galaktyk, gdyż znane obecnie dane zdają się prowadzić do różnych wniosków.

## Galaktyki grupy
| Nazwa   | Typ         | Rektascensja (J2000) | Deklinacja (J2000) | Redshift (km/s) | Wielkość gwiazdowa |
| ------- | ----------- | -------------------- | ------------------ | --------------- | ------------------ |
| NGC 192 | (R')SB(r)a? | 00h 39m 13,435s      | +00° 51′ 51″       | 4133            | +12,6              |
| NGC 196 | SB0 pec:    | 00h 39m 17,8s        | +00° 54′ 46″       | 4255            | +13,6              |
| NGC 201 | SAB(r)c     | 00h 39m 34,8s        | +00° 51′ 36″       | 4415            | +12,9              |
| NGC 197 | SB0^0 pec   | 00h 39m 18,8s        | +00° 53′ 31″       | 4121            | +13,7              |